# Амброзія (рослина)
Амбро́зія (Ambrósia) — рід однорічних та багаторічних трав родини айстрові (Asteraceae). Нараховує приблизно 45 видів, розповсюджених в основному в тропічних і субтропічних регіонах Америки, особливо в Північній Америці; як заносні — в багатьох країнах; карантинні бур'яни. Амброзія є інвазійним видом, який через зміну клімату буде далі поширюватися в Європі.

## Ботанічний опис і засоби боротьби
Амброзія досягає висоти 60–140 см, іноді понад 4 м. Має міцне коріння — до чотирьох метрів. Розмноження іде тільки насінням, але навіть одна рослина здатна дати 40 000 — 150 000 насінин. Квітковий період і вироблення пилку-алергену в амброзії — з липня по жовтень.
Нові рослини сходять після дощів з квітня по серпень, тобто п'ять місяців на рік. Нема жодного державного закладу, готового боротися з амброзією п'ять місяців на рік — і через низьку культуру виробництва комунальних служб, і через незнання ботанічних особливостей амброзії як рослини, і через нерозробленість механічних (нехімічних) засобів боротьби з карантинним бур'яном. Адже викосити треба велетенські території за відносно короткий термін декілька разів за весну-літо. Викошувати слід до коріння, адже доросла рослина дає нові пагони вище кореневої шийки (просте скошування не допомагає). Косити рослини слід після появи чоловічих пагонів, тоді рослина втрачає здатність відновлюватись. Але мало хто знає, що таке чоловічі пагони амброзії й ще менше тих, хто бореться з бур'яном у такий спосіб.
Насіння тривалий час зберігає схожість у теплому навколишньому середовищі. Здатність до проростання зберігають як стигле, так і недозріле насіння, а в ґрунті — зберігається до 40 років Тому з карантинним бур'яном слід боротися десятиліттями. Вихід не в косовиці та у використанні гербіцидів, бо на земельних ділянках з амброзією гуляють діти й перебувають дорослі. Вихід — у використанні амброзії як сировини для отримання ефірних олій. Саме з цією метою амброзію завезли з Америки як дешеву сировину для отримання ефірних олій, а потім закинули.
Слід витісняти амброзію в містах газонними травами. При цьому доводиться засівати їх щонайменше кілька сезонів, аби цілковито витіснити амброзію з того чи іншого ареалу.

## Значення амброзії, як бур'яну
Амброзія швидко розповсюджується і сильно осушує ґрунт у культурних посівах, викликаючи пригнічення посіяних рослин.

## Екологічна небезпека
Пилок амброзії[якої?] викликає алергічний риніт (сінну гарячку). Амброзія полинолиста — один з найнебезпечніших бур'янів-алергенів, розповсюдження якої на території України почалося в 1960—1970-х роках з Криму. На початку XXI ст. амброзія поширилась на значній території України та на південному заході Росії.

## Види
Існує ≈ 50 видів роду Амброзія (в Україні, адвентивні, 3 види: полинолиста, голоколоса й тридільна):
| - Ambrosia acanthicarpa Hook. - Ambrosia acuminata (Brandegee) W.W.Payne - Ambrosia ambrosioides (Cav.) W.W.Payne - Ambrosia arborescens Mill. - Ambrosia artemisiifolia L. — Амброзія полинолиста - Ambrosia artemisioides Meyen & Walp. - Ambrosia bidentata Michx. - Ambrosia bryantii (Curran) Payne - Ambrosia camphorata (Greene) W.W.Payne - Ambrosia canescens A.Gray - Ambrosia carduacea (Greene) W.W.Payne - Ambrosia chamissonis (Less.) Greene - Ambrosia cheiranthifolia A.Gray - Ambrosia chenopodiifolia (Benth.) W.W.Payne - Ambrosia confertiflora DC. - Ambrosia cordifolia (A.Gray) W.W.Payne - Ambrosia crithmifolia DC. | - Ambrosia deltoidea (Torr.) W.W.Payne - Ambrosia dentata (Cabrera) M.O.Dillon - Ambrosia divaricata (Brandegee) Payne - Ambrosia diversifolia (Piper) Rydb. - Ambrosia dumosa (A.Gray) W.W.Payne - Ambrosia eriocentra (A.Gray) W.W.Payne - Ambrosia flexuosa (A.Gray) W.W.Payne - Ambrosia grayi (A.Nelson) Shinners - Ambrosia × helenae Rouleau - Ambrosia hispida Pursh - Ambrosia ilicifolia (A.Gray) W.W.Payne - Ambrosia × intergradiens W.H.Wagner - Ambrosia johnstoniorum Henrickson - Ambrosia linearis (Rydb.) W.W.Payne - Ambrosia magdalenae (Brandegee) W.W.Payne - Ambrosia maritima L. - Ambrosia microcephala DC. | - Ambrosia monogyra (Torr. & A.Gray) Strother & B.G.Baldwin - Ambrosia nivea (B.L.Rob. & Fernald) W.W.Payne - Ambrosia pannosa W.W.Payne - Ambrosia peruviana Willd. - Ambrosia × platyspina (Seaman) Strother & B.G.Baldwin - Ambrosia polystachya DC. - Ambrosia psilostachya DC. — Амброзія голоколоса - Ambrosia pumila (Nutt.) A.Gray - Ambrosia salsola (Torr. & A.Gray) Strother & B.G.Baldwin - Ambrosia scabra Hook. & Arn. - Ambrosia tacorensis Meyen - Ambrosia tarapacana Phil. - Ambrosia tenuifolia Spreng. - Ambrosia tomentosa Nutt. - Ambrosia trifida L. (A. aptera DC) — Амброзія тридільна - Ambrosia velutina O.E.Schulz - Ambrosia villosissima Forssk. |